# خوزه ویدال (بازیکن فوتبال)
خوزه ویدال (اسپانیایی: José Vidal‎; ۱۵ دسامبر ۱۸۹۶ – ۳ ژوئیهٔ ۱۹۷۴) بازیکن فوتبال اهل اروگوئه بود.
وی به همراه تیم ملی فوتبال اروگوئه به مدال طلا مسابقات فوتبال در بازی‌های المپیک تابستانی ۱۹۲۴ دست پیدا کرده‌است.